# Paul Jatzow
Paul Alexander Heinrich Friedrich Otto Jatzow (* 24. August 1875 in Dannenberg an der Elbe; † 22. April 1940 in Berlin) war ein deutscher Architekt.

## Leben
Jatzow lebte in Berlin und war Hausarchitekt für die Terrain-Gesellschaft Südwesten von Georg Haberland. Er entwarf u. a. die Fassaden des denkmalgeschützten Ensembles Rüdesheimer Platz, das vor dem Ersten Weltkrieg von Georg Haberland errichtet wurde.
Jatzow bezeichnete die sogenannten „Bauwiche“, den Grenzabstand zwischen den Wohnhäusern, als „Zahnlücken“. Er hat im Rheingau-Viertel in Berlin-Wilmersdorf diese Bauwiche zugunsten einer geschlossenen Bebauung aufgegeben und damit ein Ensemble geschaffen, das zusammen mit den Vorgärten, das Bauen im englischen Landhausstil in die Vorort-Mietshausbebauung überträgt.

## Bauten
- 1898–1899: Mietshaus Grunewaldstraße 23 (Schöneberg), erhalten, Denkmalschutz[2]
- 1901: Mietshaus Eisenacher Straße 68 (Schöneberg), erhalten, Portal unter Denkmalschutz[3]
- 1901–1902: Mietshaus  Deitmerstraße 9/9a/9b (Steglitz), erhalten, Denkmalschutz[4]
- 1905: Wohn- und Geschäftshaus Frankfurter Allee 84 / Finowstraße 1 (Friedrichshain), erhalten, Denkmalschutz[5]
- 1909–1910: Mietshaus Südwestkorso 69 / Stubenrauchstraße 46 (Friedenau), zusammen mit Leberecht Thon, erhalten, Denkmalschutz[6]
- 1909–1910: U-Bahnhof Innsbrucker Platz (Schöneberg), erhalten, Denkmalschutz[7]
- 1910–1911: Mietshaus Landauer Straße 6 (Wilmersdorf), zusammen mit Leberecht Thon, erhalten, Denkmalschutz[8]
- 1910–1911: Mietshaus Landauer Straße 7 (Wilmersdorf), zusammen mit Victor Wolf, erhalten, Denkmalschutz[9]
- 1910–1911: Mietshaus Landauer Straße 10 (Wilmersdorf), zusammen mit Bernhard Wilhelm, erhalten, Denkmalschutz[10]
- 1910–1911: Mietshaus Landauer Straße 12 (Wilmersdorf), zusammen mit Leberecht Thon, erhalten, Denkmalschutz[11]
- 1910–1911: Mietshaus Südwestkorso 19 (Wilmersdorf), erhalten, Denkmalschutz[12]
- 1911–1912: Mietshaus Südwestkorso 18 (Wilmersdorf), zusammen mit Ernst Horstmann, erhalten, Denkmalschutz[13]
- 1911–1912: Mietshaus Laubacher Straße 44 / Südwestkorso 59 (Wilmersdorf), zusammen mit Paul Paul Trache, erhalten, Denkmalschutz[14]
- 1911–1912: Mietshaus Rüdesheimer Platz 4 (Wilmersdorf), zusammen mit Ernst Horstmann, erhalten, Denkmalschutz[15]
- 1911–1912: Mietshaus Rüdesheimer Platz 5 (Wilmersdorf), zusammen mit Theodor Wilhelm, erhalten, Denkmalschutz[16]
- 1911–1913: Mietshaus Rüdesheimer Platz 9 & 10 (Wilmersdorf), zusammen mit Franz Helding, erhalten, Denkmalschutz[17]
- 1912: Mietshaus Rüdesheimer Platz 3 (Wilmersdorf), zusammen mit Bernhard Wilhelm, erhalten, Denkmalschutz[18]
- 1912: Mietshaus Laubacher Straße 32 (Wilmersdorf), erhalten, Denkmalschutz[19]
- 1912–1913: Mietshaus Hanauer Straße 80 / Laubacher Straße 31 / Spessartstraße 23 (Wilmersdorf), erhalten, Denkmalschutz[20]
- 1912–1913: Mietshaus  Offenbacher Straße 6 / Laubacher Straße 35 (Wilmersdorf), zusammen mit Carl Horst, erhalten, Denkmalschutz[21]
- 1912–1913: Mietshaus Offenbacher Straße 7 (Wilmersdorf), zusammen mit Carl Horst, erhalten, Denkmalschutz[22]
- 1912–1913: Mietshaus Offenbacher Straße 23 & 24 / Laubacher Straße 36 (Wilmersdorf), zusammen mit Carl Horst, erhalten, Denkmalschutz[23]
- 1912–1913: Mietshaus Homburger Straße 2 / Laubacher Straße 39 (Wilmersdorf), zusammen mit Carl Horst, erhalten, Denkmalschutz[24]
- 1912–1913: Mietshaus Deidesheimer Straße 8 (Wilmersdorf), zusammen mit Julius Schüler, erhalten, Denkmalschutz[25]
- 1912–1913: Mietshaus Deidesheimer Straße 9 (Wilmersdorf), erhalten, Denkmalschutz[26]
- 1912–1913: Mietshaus Deidesheimer Straße 10 (Wilmersdorf), erhalten, Denkmalschutz[27]
- 1912–1913: Mietshaus Deidesheimer Straße 11 (Wilmersdorf), erhalten, Denkmalschutz[28]
- 1912–1913: Mietshaus Laubacher Straße 41 (Wilmersdorf), zusammen mit Willibald Kübler, erhalten, Denkmalschutz[29]
- 1912–1913: Mietshaus Laubacher Straße 45 / Südwestkorso 58 (Wilmersdorf), zusammen mit Willy Noddack-Kelling, erhalten, Denkmalschutz[30]
- 1912–1913: Mietshaus Südwestkorso 20 / Wiesbadener Straße 77 (Wilmersdorf), zusammen mit Bernhard Wilhelm, erhalten, Denkmalschutz[31]
- 1913–1914: Mietshaus Spessartstraße 5 (Wilmersdorf), zusammen mit Martin Friedeberg, erhalten, Denkmalschutz[32]
- 1913–1914: Mietshaus Homburger Straße 8 (Wilmersdorf), erhalten, Denkmalschutz[33]
- 1913–1914: Mietshaus Deidesheimer Straße 12 (Wilmersdorf), erhalten, Denkmalschutz[34]
- 1913–1914: Mietshaus Rüdesheimer Straße 4 / Gerolsteiner Straße 11 & 11A, zusammen mit Bruno Schneidereit, erhalten, Denkmalschutz[35]
- 1913–1914: Mietshaus Rüdesheimer Straße 8 / Eberbacher Straße 1, zusammen mit Bernhard Wilhelm, erhalten, Denkmalschutz[36]
- 1913–1914: Mietshaus Spessartstraße 13 / Aßmannshauser Straße 14 (Wilmersdorf), zusammen mit Willibald Kübler, erhalten, Denkmalschutz[37]
- 1914: Mietshaus Spessartstraße 9 (Wilmersdorf), zusammen mit Julis Schüler, erhalten, Denkmalschutz[38]
- 1914: Mietshaus Spessartstraße 15 (Wilmersdorf), erhalten, Denkmalschutz[39]
- nach 1910: Mietshaus Homburger Straße 4 (Wilmersdorf), zusammen mit Karl Mittelstädt, erhalten, Denkmalschutz[40]

## Belege
1. ↑  StA Steglitz von Berlin, Sterbeurkunde Nr. 378/1940
2. ↑  Eintrag in der Berliner Landesdenkmalliste; Mietshaus Grunewaldstraße 23
3. ↑  Eintrag in der Berliner Landesdenkmalliste; Portal Eisenacher Straße 68
4. ↑  Eintrag in der Berliner Landesdenkmalliste; Mietshaus Deitmerstraße 9 & 9A & 9B
5. ↑  Eintrag in der Berliner Landesdenkmalliste  mit weiteren Informationen; Wohn- und Geschäftshaus Frankfurter Allee 84 Finowstraße 1
6. ↑  Eintrag in der Berliner Landesdenkmalliste mit weiteren Informationen; Mietshaus Südwestkorso 69 Stubenrauchstraße 46
7. ↑  Eintrag in der Berliner Landesdenkmalliste; U-Bahnhof Innsbrucker Platz
8. ↑  Eintrag in der Berliner Landesdenkmalliste; Mietshaus Landauer Straße 6
9. ↑  Eintrag in der Berliner Landesdenkmalliste; Mietshaus Landauer Straße 7
10. ↑  Eintrag in der Berliner Landesdenkmalliste; Mietshaus Landauer Straße 10
11. ↑  Eintrag in der Berliner Landesdenkmalliste; Mietshaus Landauer Straße 12
12. ↑  Eintrag in der Berliner Landesdenkmalliste; Mietshaus Südwestkorso 19
13. ↑  Eintrag in der Berliner Landesdenkmalliste; Mietshaus Südwestkorso 18
14. ↑  Eintrag in der Berliner Landesdenkmalliste; Mietshaus Laubacher Straße 44 Südwestkorso 59
15. ↑  Eintrag in der Berliner Landesdenkmalliste; Mietshaus Rüdesheimer Platz 4
16. ↑  Eintrag in der Berliner Landesdenkmalliste; Mietshaus Rüdesheimer Platz 5
17. ↑  Eintrag in der Berliner Landesdenkmalliste; Mietshaus Rüdesheimer Platz 9 & 10
18. ↑  Eintrag in der Berliner Landesdenkmalliste; Mietshaus Rüdesheimer Platz 3
19. ↑  Eintrag in der Berliner Landesdenkmalliste; Mietshaus Laubacher Straße 32
20. ↑  Eintrag in der Berliner Landesdenkmalliste; Mietshaus Hanauer Straße 80 Laubacher Straße 31 Spessartstraße 23
21. ↑  Eintrag in der Berliner Landesdenkmalliste; Mietshaus Offenbacher Straße 6 Laubacher Straße 35
22. ↑  Eintrag in der Berliner Landesdenkmalliste; Mietshaus Offenbacher Straße 7
23. ↑  Eintrag in der Berliner Landesdenkmalliste; Mietshaus Offenbacher Straße 23 & 24 Laubacher Straße 36
24. ↑  Eintrag in der Berliner Landesdenkmalliste; Mietshaus Homburger Straße 2 Laubacher Straße 39
25. ↑  Eintrag in der Berliner Landesdenkmalliste; Mietshaus Deidesheimer Straße 8
26. ↑  Eintrag in der Berliner Landesdenkmalliste; Mietshaus Deidesheimer Straße 9
27. ↑  Eintrag in der Berliner Landesdenkmalliste; Mietshaus Deidesheimer Straße 10
28. ↑  Eintrag in der Berliner Landesdenkmalliste; Mietshaus Deidesheimer Straße 11
29. ↑  Eintrag in der Berliner Landesdenkmalliste; Mietshaus Laubacher Straße 41
30. ↑  Eintrag in der Berliner Landesdenkmalliste; Mietshaus Laubacher Straße 45 Südwestkorso 58
31. ↑  Eintrag in der Berliner Landesdenkmalliste; Mietshaus Südwestkorso 20 Wiesbadener Straße 77
32. ↑  Eintrag in der Berliner Landesdenkmalliste; Mietshaus Spessartstraße 5
33. ↑  Eintrag in der Berliner Landesdenkmalliste; Mietshaus Homburger Straße 8
34. ↑  Eintrag in der Berliner Landesdenkmalliste; Mietshaus Deidesheimer Straße 12
35. ↑  Eintrag in der Berliner Landesdenkmalliste; Mietshaus Rüdesheimer Straße 4 Gerolsteiner Straße 11 & 11A
36. ↑  Eintrag in der Berliner Landesdenkmalliste; Mietshaus Rüdesheimer Straße 8 Eberbacher Straße 1
37. ↑   Eintrag in der Berliner Landesdenkmalliste; Mietshaus Spessartstraße 13 Aßmannshauser Straße 14
38. ↑  Eintrag in der Berliner Landesdenkmalliste; Mietshaus Spessartstraße 9
39. ↑  Eintrag in der Berliner Landesdenkmalliste; Mietshaus Spessartstraße 15
40. ↑  Eintrag in der Berliner Landesdenkmalliste; Mietshaus Homburger Straße 4